# Vulcânicos Futebol Clube
El Vulcânicos Futebol Clube or Vulcânico Clube do Fogo és un club capverdià de futbol de la ciutat de São Filipe a l'illa de Fogo.
Es seu gran èxit nacional fou el 1999 quan fou segon al campionat capverdià.

## Palmarès

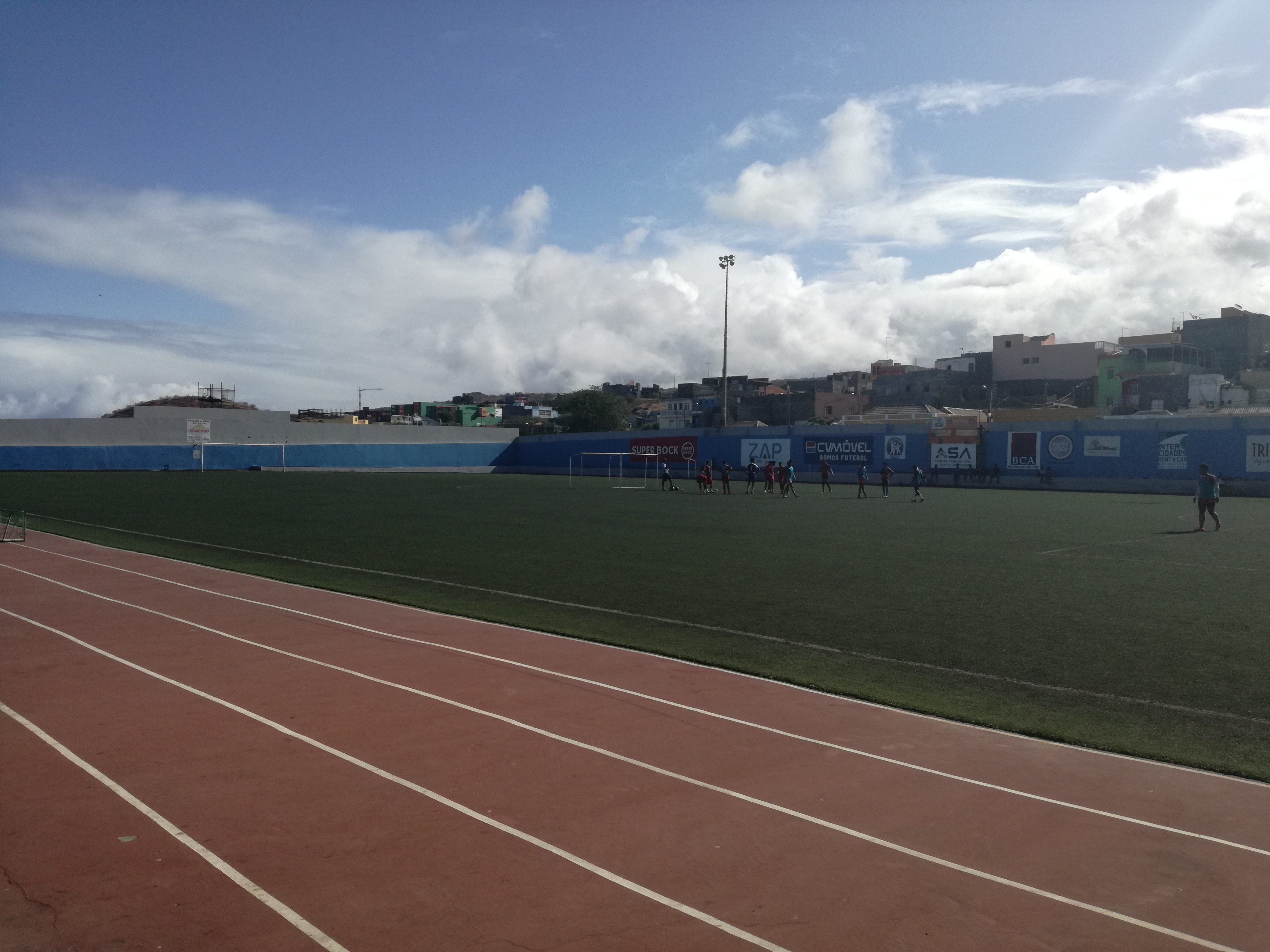
Estádio 5 de Julho, seu de Vulcânicos.

- Lliga de Fogo de futbol:[5]

1994, 1998, 1999, 2000, 2004, 2007, 2009, 2011, 2016, 2017, 2018
- Copa de Fogo de futbol:

2011
- Supercopa de Fogo de futbol:

2007, 2017
- Copa de Campions de Fogo:

2016